# Saliciure
Le terme saliciure (de l'anglais salicide) désigne une technique utilisée en microélectronique pour former des contacts électriques entre un composant à semi-conducteur en silicium et sa structure d'interconnexion au reste du circuit électrique. 
Ce contact est établi par la formation d'un siliciure métallique autoaligné, produit par la réaction entre une couche mince de métal et le silicium de la région active du composant par des séries de recuits et de gravures.  Le terme « saliciure » provient de la francisation du mot-valise anglophone salicide,  contraction du terme  self-aligned silicide (siliciure auto-aligné). Le terme « auto-aligné » suggère le fait que la formation du contact se fait sans avoir recours à des procédés de type photolithographie (bien qu'il soit possible d'utiliser la photolithographie pour ce genre de procédés), et marque l'opposition avec des techniques de contact « non-aligné » telles que le contact par polyciure (siliciure de polysilicium). Le terme « saliciure » désigne parfois aussi le siliciure métallique lui-même bien que cette appellation ne respecte pas les conventions adoptées en chimie.

## Formation du contact
La formation du saliciure commence par le dépôt d'une fine couche d'un métal de transition sur un composé en silicium préparé (les zones actives où le métal doit être déposé sont libres, les zones ne devant pas être connectées sont protégées par une couche d'oxyde ou de nitrure isolant). Le wafer est chauffé (recuit - annealing), permettant au métal de transition de réagir avec le silicium dans les zones actives (pour un transistor de type FET la source, le drain et la grille) formant un contact en siliciure de métal de transition ayant une résistance électrique faible. Le métal de transition ne réagit pas avec les couches isolantes d'oxyde ou de nitrure de silicium présentes sur le wafer. Suivant le type de réaction, les restes de métal de transition sont retirés par gravure chimique ne laissant les contacts en siliciures qu'au niveau des zones actives. Un processus de fabrication peut être bien plus complexe, impliquant des processus de recuit supplémentaires, des traitements de surface, ou des processus de gravure supplémentaires.

## Chimie
Les métaux de transitions typiques utilisés dans cette technique sont le titane, le cobalt, le nickel, le platine et le tungstène. Un des principaux défis de ce genre de technique est de contrôler la nature spécifique du siliciure formé par la réaction silicium-métal. Par exemple, le cobalt peut former par réaction avec le silicium Co2Si, CoSi, CoSi2 ainsi que d'autres composés, ayant chacun ses propriétés particulières. En l'occurrence, seul CoSi2 a une résistance électrique suffisamment faible pour faire des contacts silicium-métal efficaces. De plus, certains composés désirés pour leur résistance électrique faible ne sont pas stables thermodynamiquement, comme par exemple C49-TiSi2, qui est un état métastable par rapport au C54-TiSi2 qui par contre lui a une forte résistance électrique.